# Peritrichia nigrita
Peritrichia nigrita är en skalbaggsart som beskrevs av Blanchard 1850. Peritrichia nigrita ingår i släktet Peritrichia och familjen Melolonthidae. Inga underarter finns listade i Catalogue of Life.